# Mississippi (skladba, Pussycat)
»Mississippi« je skladba, ki jo leta 1969 napisal nizozemski skladatelj Werner Theunissen, navdih zanjo pa je dobil pri skladbi »Massachusetts« skupine Bee Gees. 
Založbi EMi Bovema so nekaj let kasneje poslali demo posnetek skladbe, jo posneli in leta 1975 izdali z nizozemsko skupino treh sester Pussycat. 
Skladba je zasedla prvo mesto v Veliki Britaniji, Zahodni Nemčiji, Švici, Belgiji, Nizozemski, Novi Zelandiji, Norveški in Belgiji.

## Pepel in kri
»Mississippi« je skladba in deveti single skupine Pepel in kri iz leta 1977. Avtor glasbe in angleškega teksta je Werner Theunissen, slovenski besedilo pa je napisal Dušan Velkaverh.
Sicer pa je to priredba oziroma posemplana melodija, ki jo je v originalu v angleščini leta 1975 izdala nizozemska skupina treh sester Pussycat.

### Snemanje
Producent je bil Dečo Žgur. Skladba ni bila nikoli izdana na albumu, samo kot single pri založbi RTV Ljubljana na mali vinilni plošči, na B strani s skladbo »Pridi v svet ljubezni«.

### Produkcija
- Tadej Hrušovar – glasba
- Dušan Velkaverh – besedilo
- Dečo Žgur – aranžma, producent

### Studijska izvedba
- Pepel in kri – vokali

## Mala plošča
7" vinilka
- »Mississippi« (A-stran) – 4ː26
- »Pridi v svet ljubezni« (B-stran) – 3ː00